# 판별식
수학에서 판별식(判別式, 영어: discriminant)은 다항식이 중복된 근을 갖는지 여부를 나타내는 값이다.

## 정의
대수적으로 닫힌 체 {\displaystyle K} 계수의 0이 아닌 다항식
{\displaystyle f(x)=a_{0}+a_{1}x+a_{2}x^{2}+\cdots +a_{n}x^{n}=a_{n}(x-x_{1})(x-x_{2})\cdots (x-x_{n})\in K[x]}
{\displaystyle a_{0},a_{1},a_{2},\dots ,a_{n}\in K}
{\displaystyle a_{n}\neq 0}
{\displaystyle x_{1},x_{2},\dots ,x_{n}\in K}
의 판별식은 다음과 같다.:204
{\displaystyle {\begin{aligned}\operatorname {disc} (f)&=a_{n}^{2n-2}\prod _{i<j}(x_{i}-x_{j})^{2}\\&=(-1)^{n(n-1)/2}a_{n}^{2n-2}\prod _{i\neq j}(x_{i}-x_{j})\\&=(-1)^{n(n-1)/2}a_{n}^{-1}\operatorname {res} (f,f')\\&=(-1)^{n(n-1)/2}a_{n}^{-1}{\begin{vmatrix}a_{n}&a_{n-1}&\cdots &a_{1}&a_{0}\\&\ddots &\ddots &\ddots &\ddots &\ddots \\&&a_{n}&a_{n-1}&\cdots &a_{1}&a_{0}\\na_{n}&(n-1)a_{n-1}&\cdots &a_{1}\\&\ddots &\ddots &\ddots &\ddots \\&&na_{n}&(n-1)a_{n-1}&\cdots &a_{1}\\&&&na_{n}&(n-1)a_{n-1}&\cdots &a_{1}\end{vmatrix}}\end{aligned}}}
여기서
- {\displaystyle (-)'}는 형식적 미분이다.
- {\displaystyle \operatorname {res} }는 종결식이다.
- {\displaystyle \left|-\right|}는 행렬식이다.

## 성질
대수적으로 닫힌 체 {\displaystyle K} 및 0이 아닌 {\displaystyle f\in K[x]}에 대하여, 다음 두 조건이 서로 동치이다.
- {\displaystyle f}는 중복근을 갖는다.
- {\displaystyle \operatorname {disc} (f)=0}

체 {\displaystyle K} 및 {\displaystyle n}차 분해 가능 기약 다항식 {\displaystyle f\in K[x]}에 대하여, 갈루아 군 {\displaystyle \operatorname {Gal} (f)}는 근의 집합 위에서 충실하게 작용하며, 이는 단사 군 준동형
{\displaystyle \operatorname {Gal} (f)\hookrightarrow \operatorname {Sym} (n)}
을 정의한다. 만약 {\displaystyle \operatorname {char} K\neq 2}라면, 다음 두 조건이 서로 동치이다.
- {\displaystyle \operatorname {Gal} (f)}의 상은 {\displaystyle \operatorname {Alt} (n)}의 부분군이다.
- {\displaystyle {\sqrt {\operatorname {disc} (f)}}\in K}

## 예

### 2차 다항식
복소수 계수 2차 다항식
{\displaystyle f(x)=ax^{2}+bx+c}
의 판별식은 다음과 같다.
{\displaystyle \operatorname {disc} (f)=b^{2}-4ac}
실수 계수 다항식의 경우, 판별식은 실수이며, 다음이 성립한다.
- 만약 {\displaystyle b^{2}-4ac>0}이라면, {\displaystyle f(x)}는 서로 다른 두 실근을 갖는다.
- 만약 {\displaystyle b^{2}-4ac=0}이라면, {\displaystyle f(x)}는 겹치는 두 실근을 갖는다.
- 만약 {\displaystyle b^{2}-4ac<0}이라면, {\displaystyle f(x)}는 서로 복소켤레인 (특히 서로 다른) 두 허근을 갖는다.

### 3차 다항식
복소수 계수 3차 다항식
{\displaystyle f(x)=ax^{3}+bx^{2}+cx+d=0}
의 판별식은 다음과 같다.
{\displaystyle \operatorname {disc} (f)=b^{2}c^{2}-4ac^{3}-4b^{3}d-27a^{2}d^{2}+18abcd}
특히, 다항식
{\displaystyle f(x)=x^{3}+px+q}
의 판별식은
{\displaystyle \operatorname {disc} (f)=-4p^{3}-27q^{2}}
이다.
실수 계수의 경우, 다음이 성립한다.:633
- 만약 {\displaystyle \operatorname {disc} (f)>0}이라면, 서로 다른 세 실근을 갖는다. 이 경우, 실근들은 허수의 거듭제곱근을 사용하여 나타낼 수 있으며, 유리수 계수 기약 다항식의 경우 실수의 거듭제곱근만을 통해서는 나타낼 수 없다. 이를 환원 불능의 경우(라틴어: casus irreducibilis 카수스 이레두키빌리스[*])라고 한다.
- 만약 {\displaystyle \operatorname {disc} (f)=0}이라면, 둘 이상이 겹치는 세 실근을 갖는다. 이 경우, 실근들은 항상 실수의 거듭제곱근을 사용하여 나타낼 수 있다.
- 만약 {\displaystyle \operatorname {disc} (f)<0}이라면, 하나의 실근과 서로 복소켤레인 두 허근을 갖는다.

유리수 계수 3차 기약 다항식의 경우, 그 분해체 {\displaystyle K}는 {\displaystyle \mathbb {Q} }의 갈루아 확대를 이루며, 그 갈루아 군은 다음과 같다.
{\displaystyle \operatorname {Gal} (K/\mathbb {Q} )\cong {\begin{cases}\operatorname {Sym} (3)&{\sqrt {\operatorname {disc} (f)}}\not \in \mathbb {Q} \\\operatorname {Alt} (3)&{\sqrt {\operatorname {disc} (f)}}\in \mathbb {Q} \end{cases}}}

### 4차 다항식
복소수 계수 4차 다항식
{\displaystyle p(x)=ax^{4}+bx^{3}+cx^{2}+dx+e}
의 판별식은
{\displaystyle {\begin{aligned}\operatorname {disc} (p)&=256a^{3}e^{3}-192a^{2}bde^{2}-128a^{2}c^{2}e^{2}+144a^{2}cd^{2}e\\&\qquad -27a^{2}d^{4}+144ab^{2}ce^{2}-6ab^{2}d^{2}e-80abc^{2}de\\&\qquad \qquad +18abcd^{3}+16ac^{4}e-4ac^{3}d^{2}-27b^{4}e^{2}\\&\qquad \qquad \qquad +18b^{3}cde-4b^{3}d^{3}-4b^{2}c^{3}e+b^{2}c^{2}d^{2}\end{aligned}}}
이다.

## 참고 문헌
1. ↑  Lang, Serge (2002). 《Algebra》. Graduate Texts in Mathematics (영어) 211 개정 3판. New York, NY: Springer. doi:10.1007/978-1-4613-0041-0. ISBN 978-1-4612-6551-1. ISSN 0072-5285. MR 1878556. Zbl 0984.00001.
2. ↑  Dummit, David S.; Foote, Richard M. (2004). 《Abstract algebra》 (영어) 3판. 치체스터: Wiley. ISBN 0-471-43334-9. MR 2286236. OCLC 248917264. Zbl 1037.00003.